# Vedeseta
Vedeseta é uma comuna italiana da região da Lombardia, província de Bérgamo, com cerca de 263 habitantes. Estende-se por uma área de 19 km², tendo uma densidade populacional de 14 hab/km². Faz fronteira com Barzio (LC), Brumano, Cassiglio, Fuipiano Valle Imagna, Moggio (LC), Morterone (LC), Taleggio, Valtorta.

## Demografia
| Variação demográfica do município entre 1861 e 2011                               |
|                                                                                   |
| Fonte: Istituto Nazionale di Statistica (ISTAT) - Elaboração gráfica da Wikipedia |